# Dolores (Alicante)
Pour les articles homonymes, voir Dolores.
Dolores (en castillan et en valencien) (on trouve également en valencien la dénomination de Dolors) est une commune d'Espagne de la province d'Alicante dans la Communauté valencienne. Elle est située dans la comarque de la Vega Baja del Segura et dans la zone à prédominance linguistique castillane.

## Géographie

Localisation de Dolores
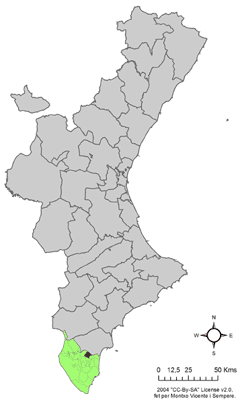
dans la Communauté valencienne.
dans la comarque de la Vega Baja del Segura.

## Histoire
Dolores est une petite ville dont l'architecture urbaine est principalement inspirée de celle du Maroc. Forte d'une diaspora marocaine, à la suite de la demande de main-d'œuvre agricole du gouvernement espagnol.